# Citroën Jumpy
Citroën Jumpy este o dubiță comercializată de Citroën din 1995. Își împarte baza cu Peugeot Expert și Fiat Scudo. Prima generație a primit un facelift în 2004. În 2007, Peugeot prezintă a doua generație, numită Expert Tepee.
În prezent este la a treia generație.

## Prima generație (1994)

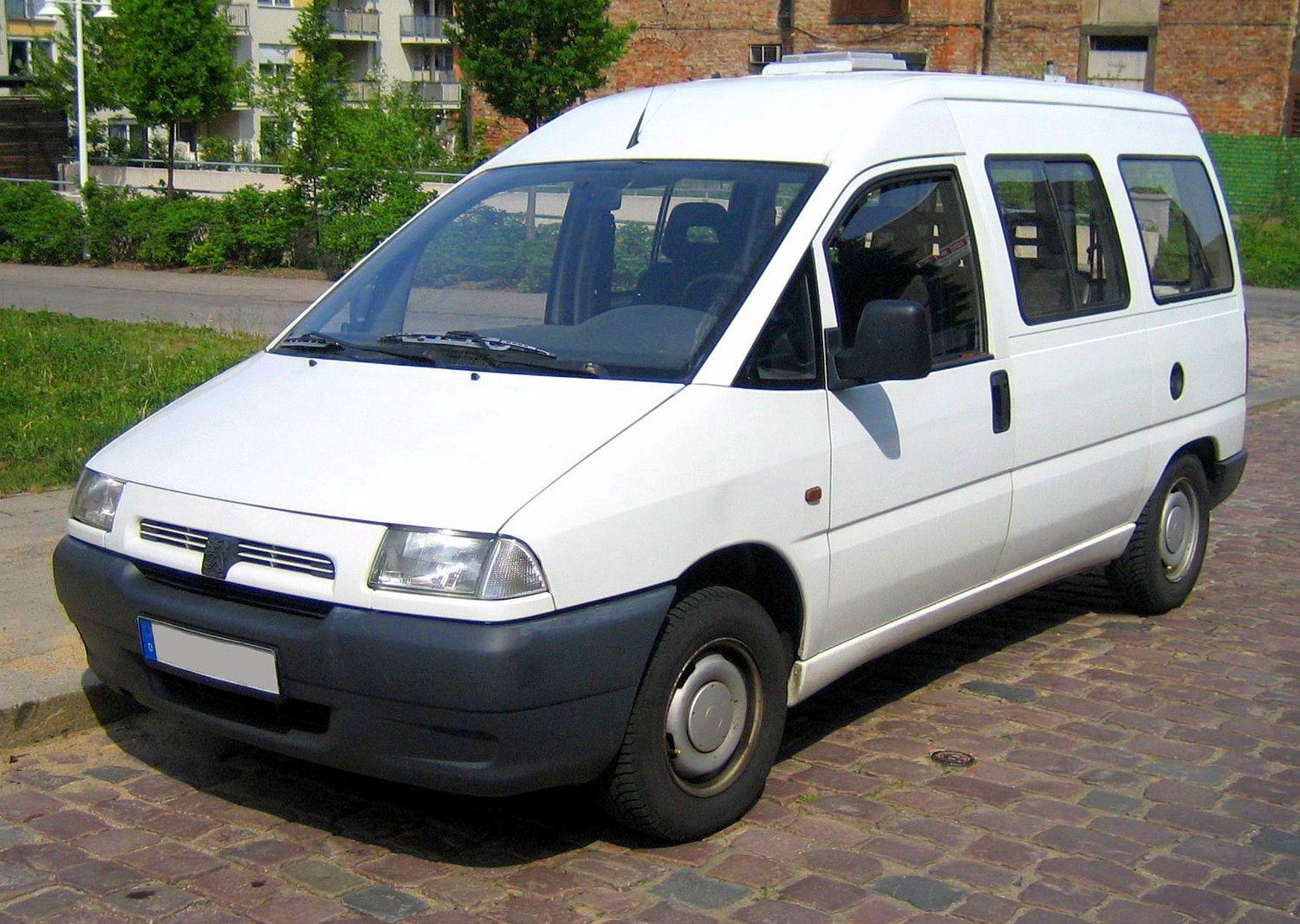
Peugeot Expert

Primul Jumpy a fost produs din 1994 până în 2007. În 2004, Citroën a lansat un facelift.

## A doua generație (2006)

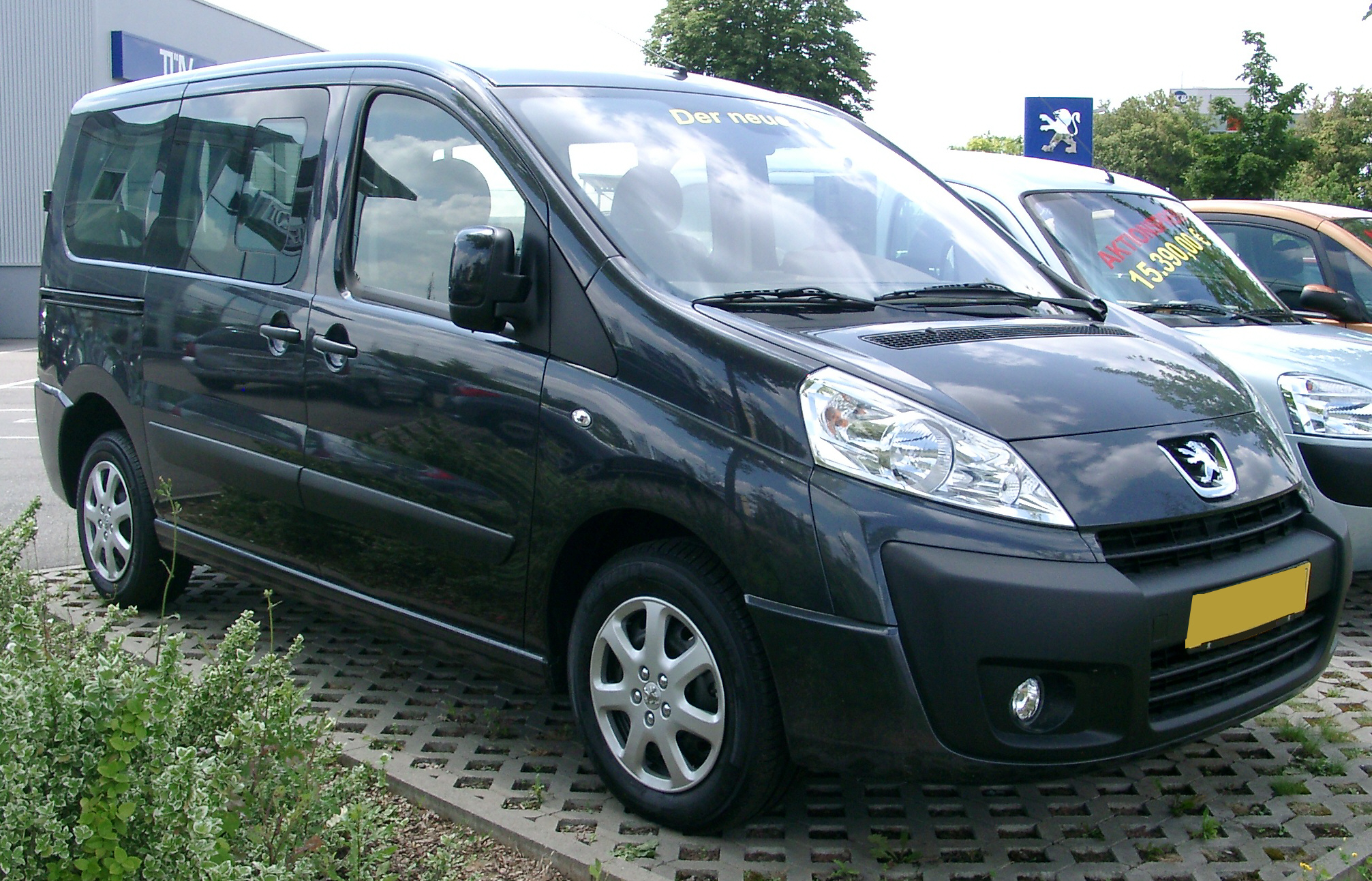
Peugeot Expert Tepee

A doua generație de Jumpy, numită și Peugeot Expert Tepee, a fost lansată în 2007.

### Motorizări
- 1.6 HDi 90 CP, Diesel, Manuală, 180 Nm

## A treia generație (2016)

### Galerie foto

#### Versiuni comerciale

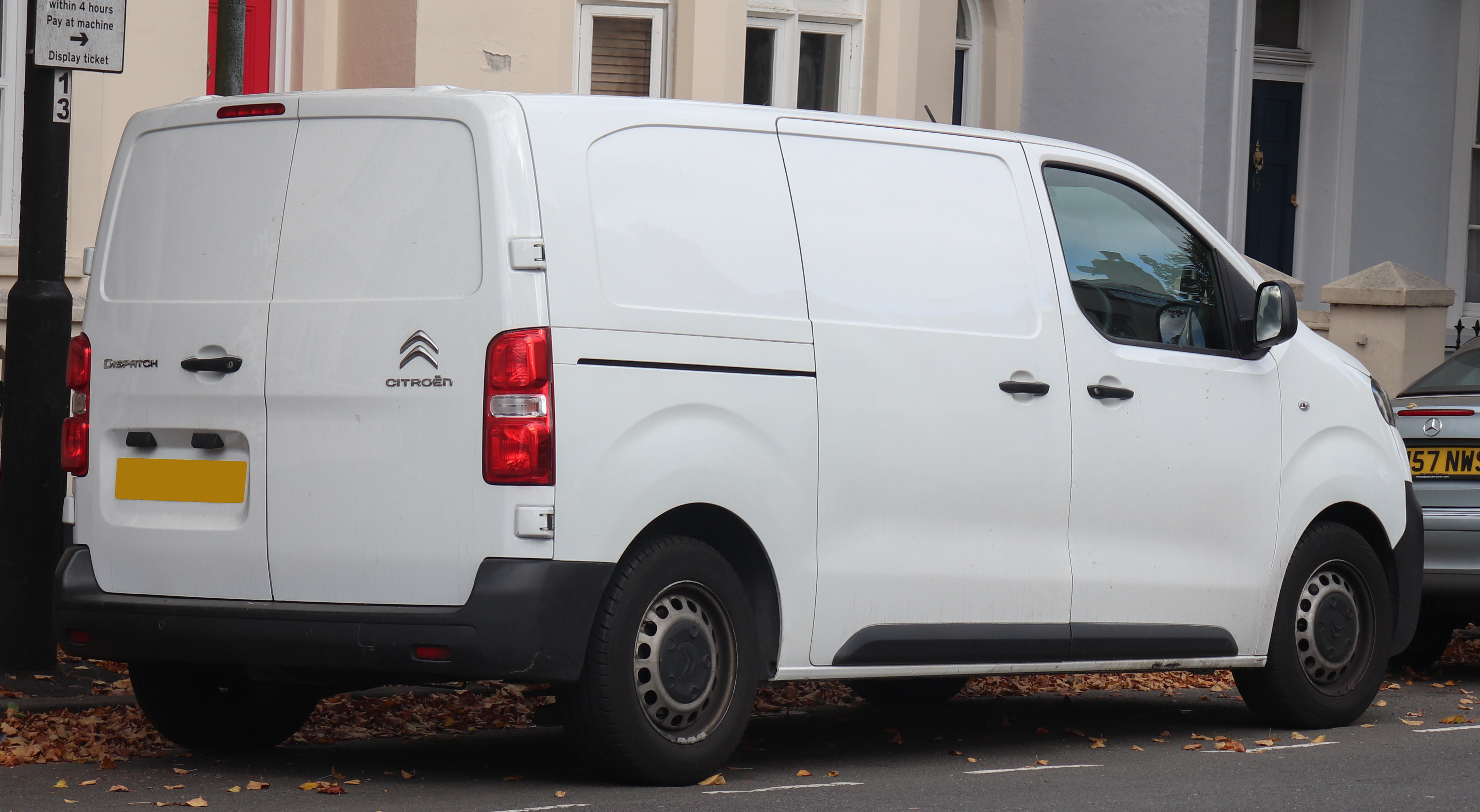
Citroën Dispatch (Marea Britanie)
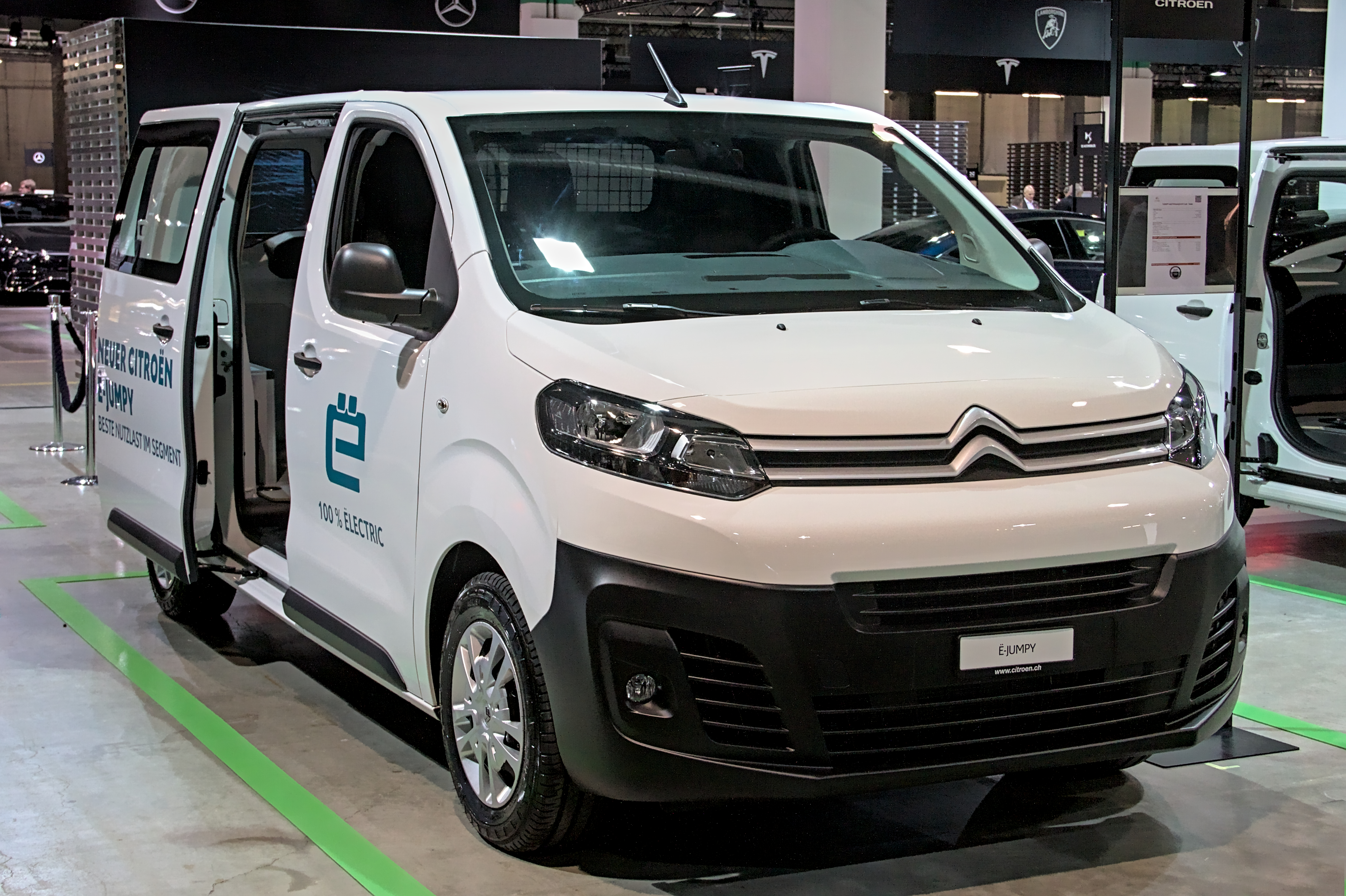
Citroën ë-Jumpy
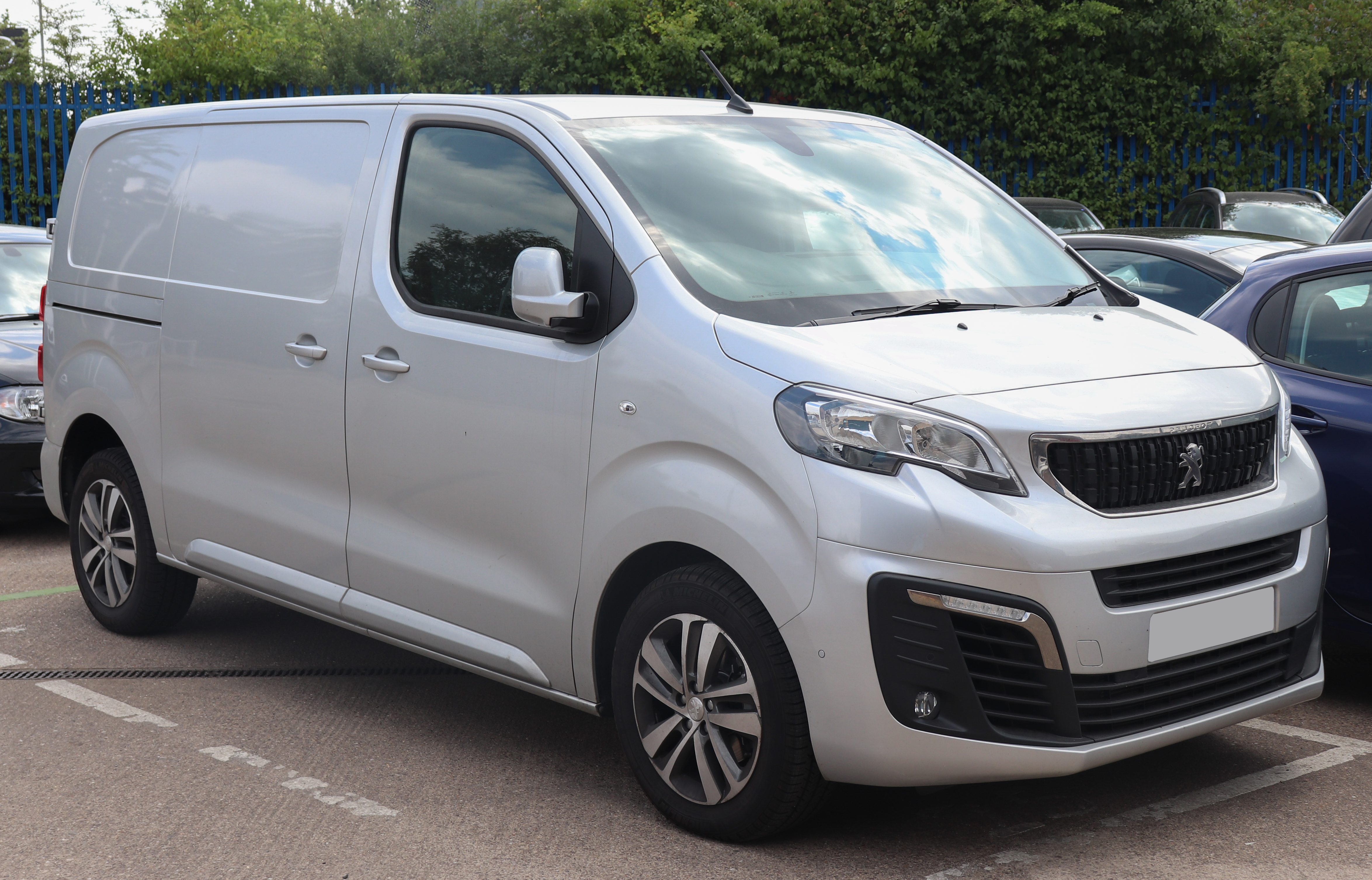
Peugeot Expert
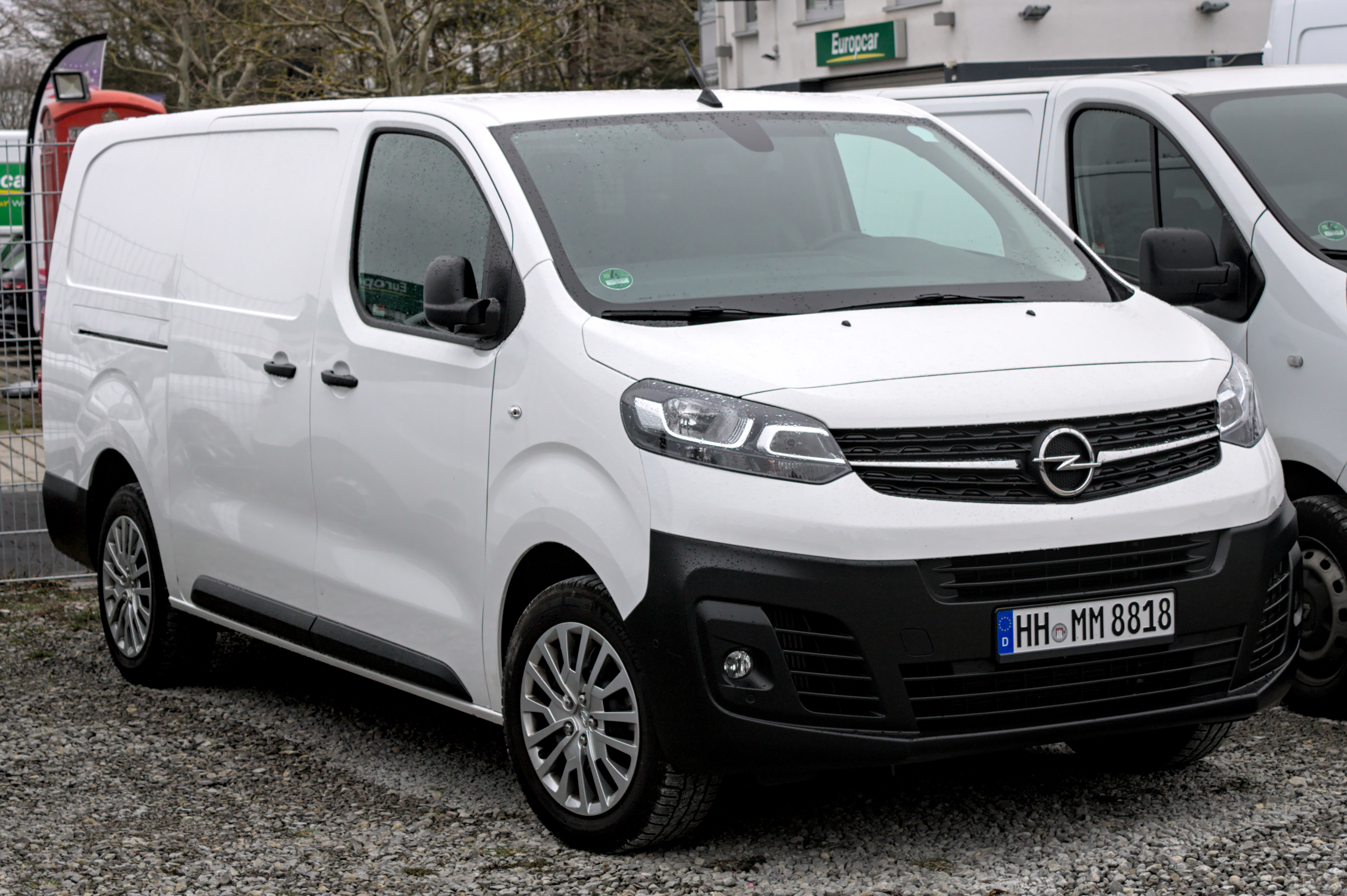
Opel Vivaro
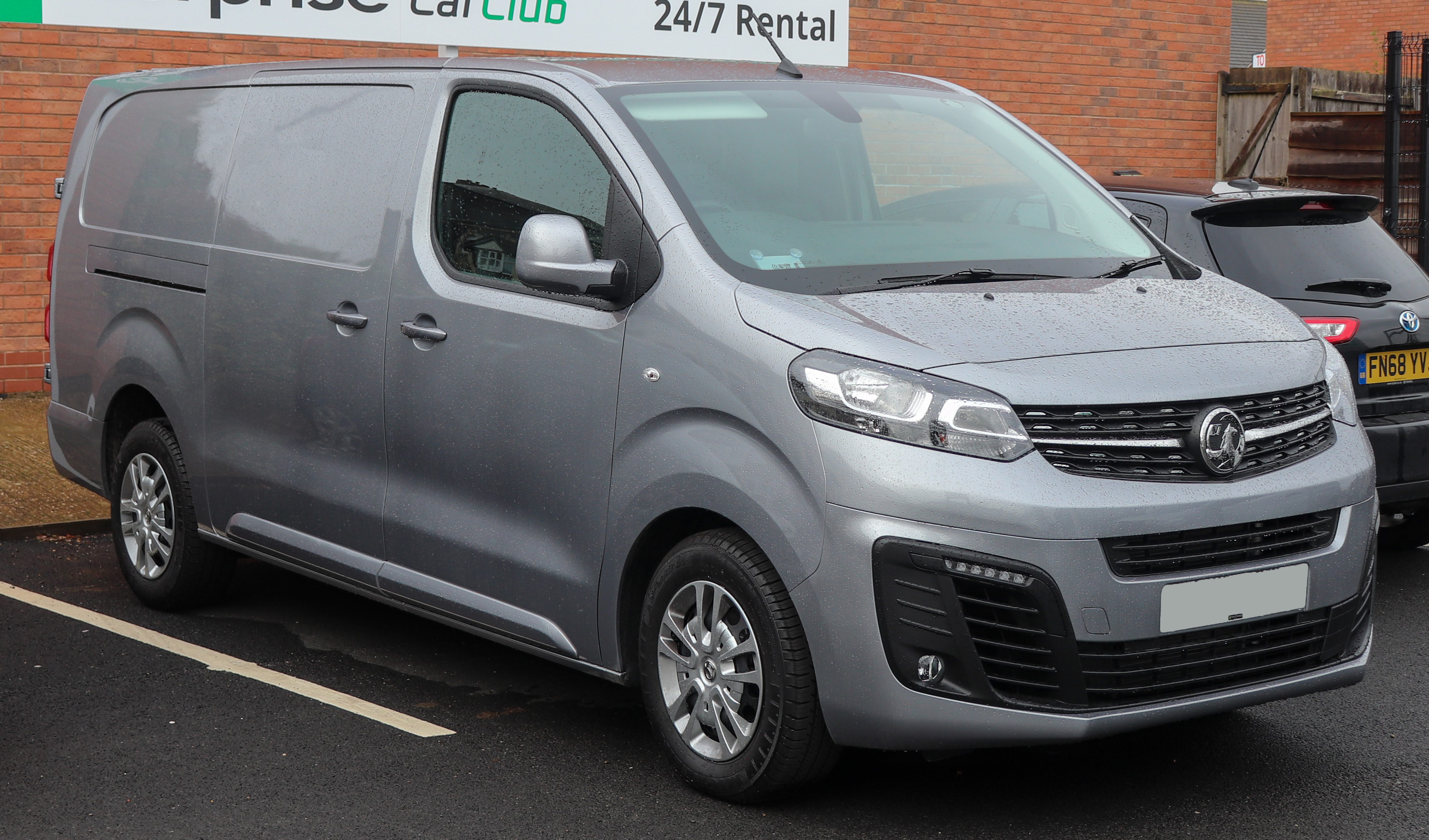
Vauxhall Vivaro
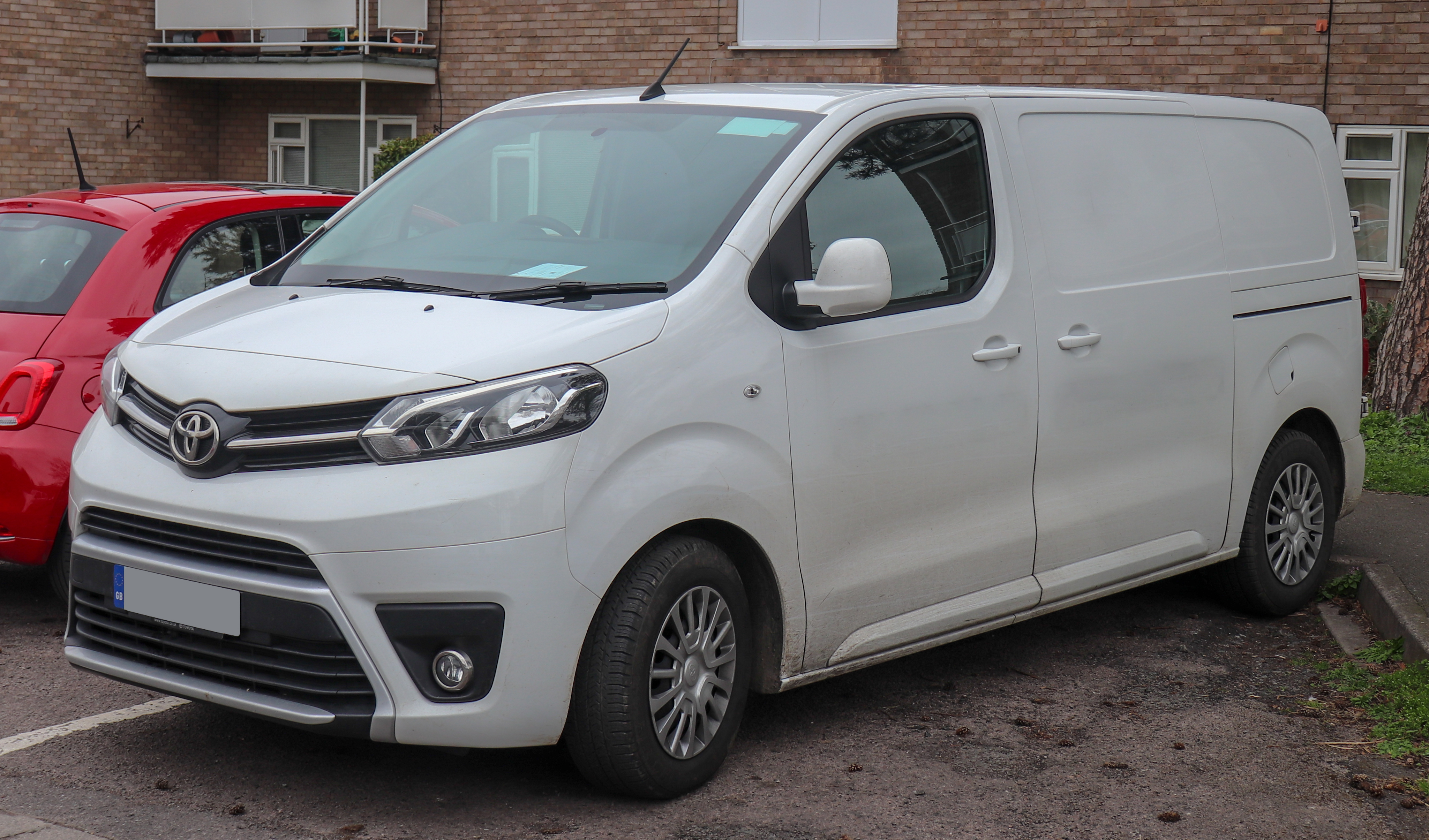
Toyota ProAce
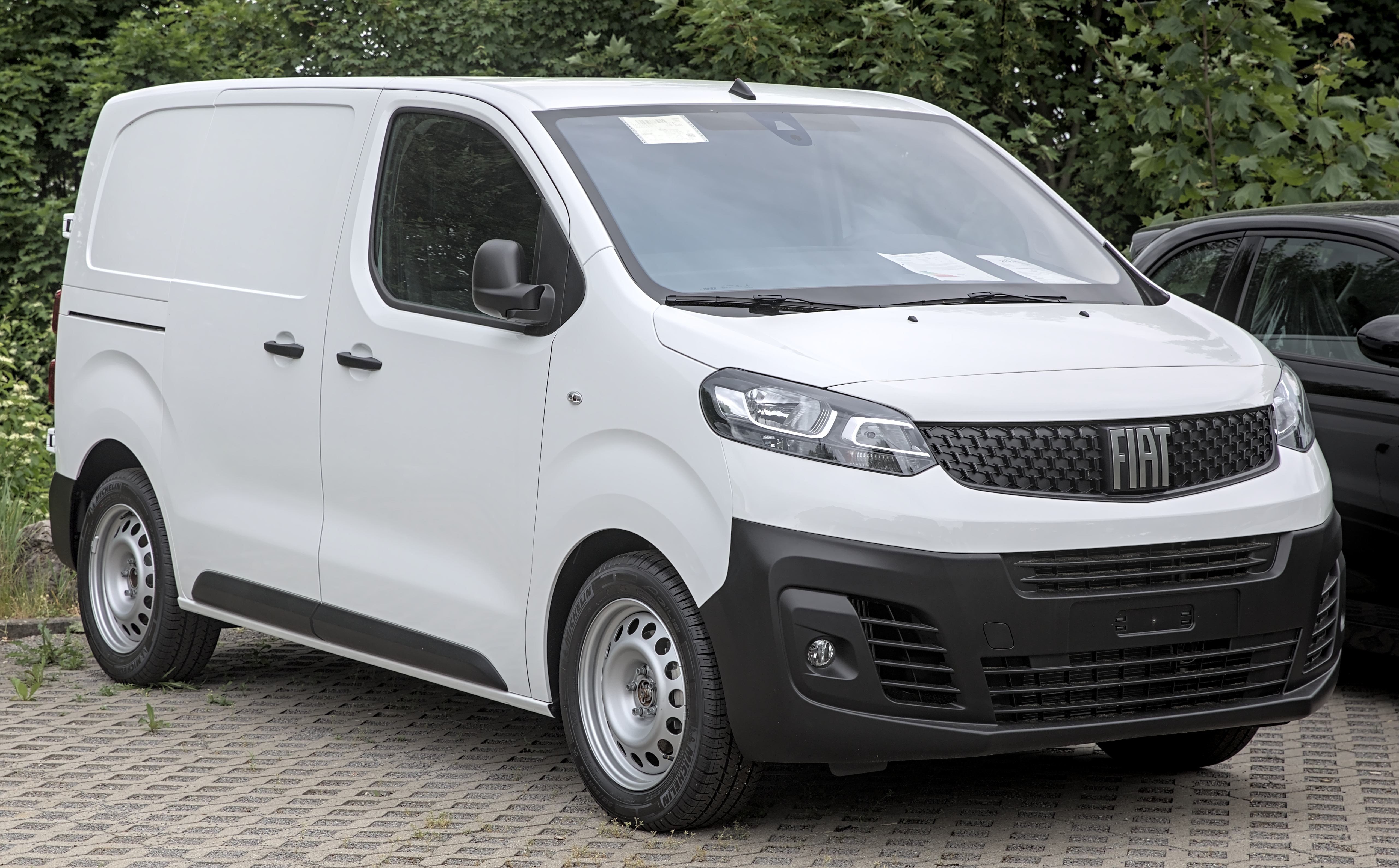
Fiat Scudo

#### Versiuni pentru pasageri

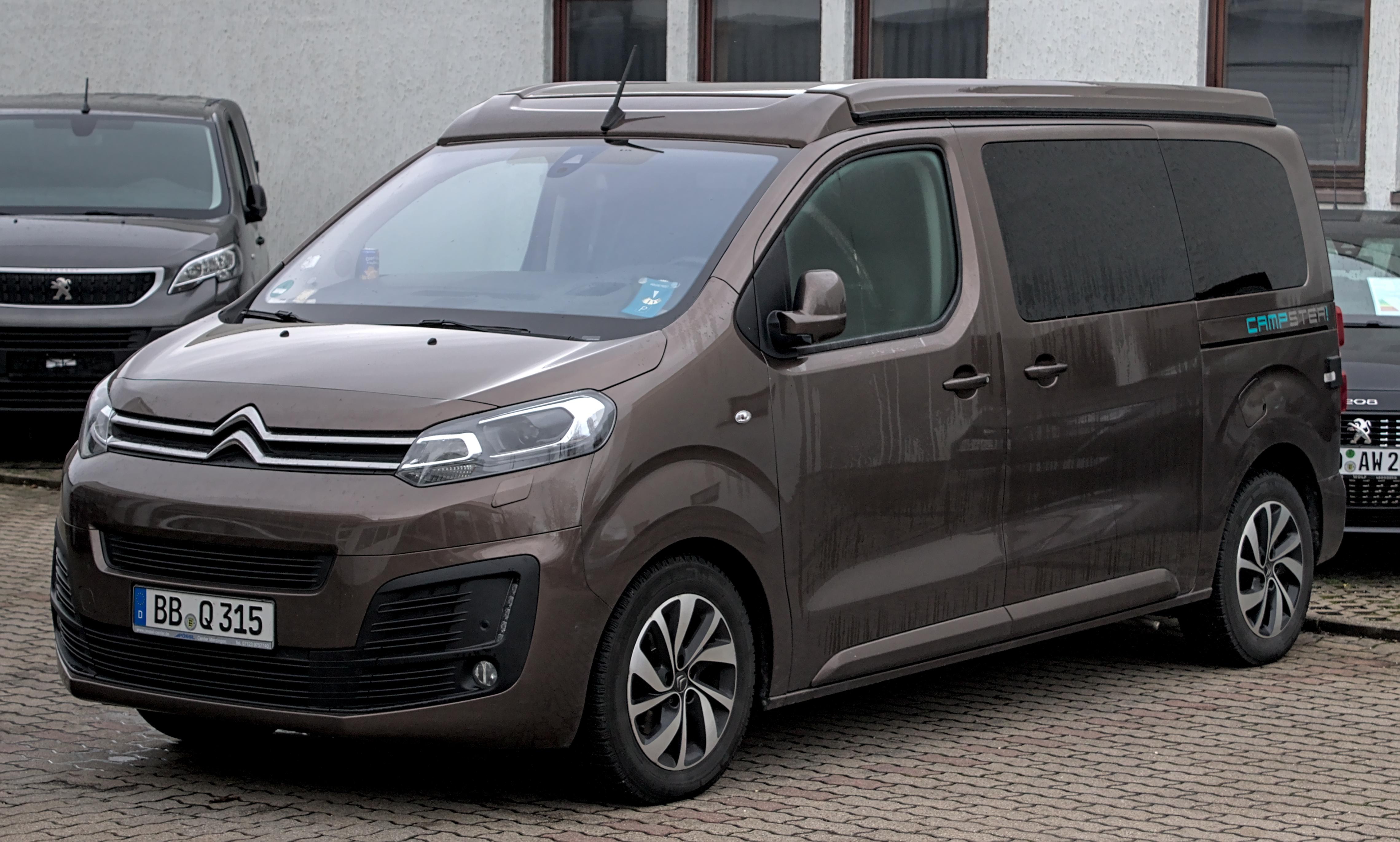
Citroën SpaceTourer
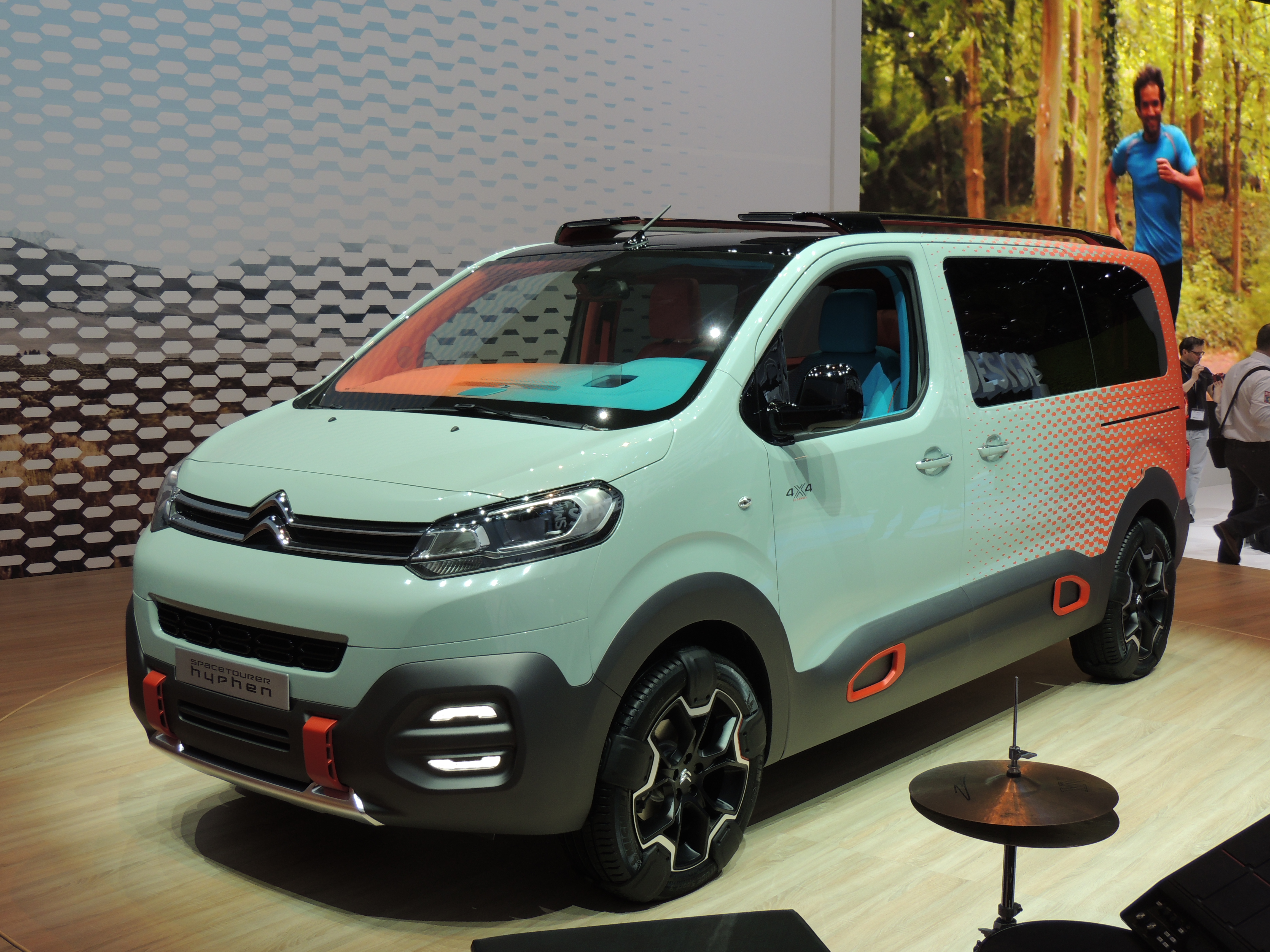
Citroën SpaceTourer Hyphen Concept
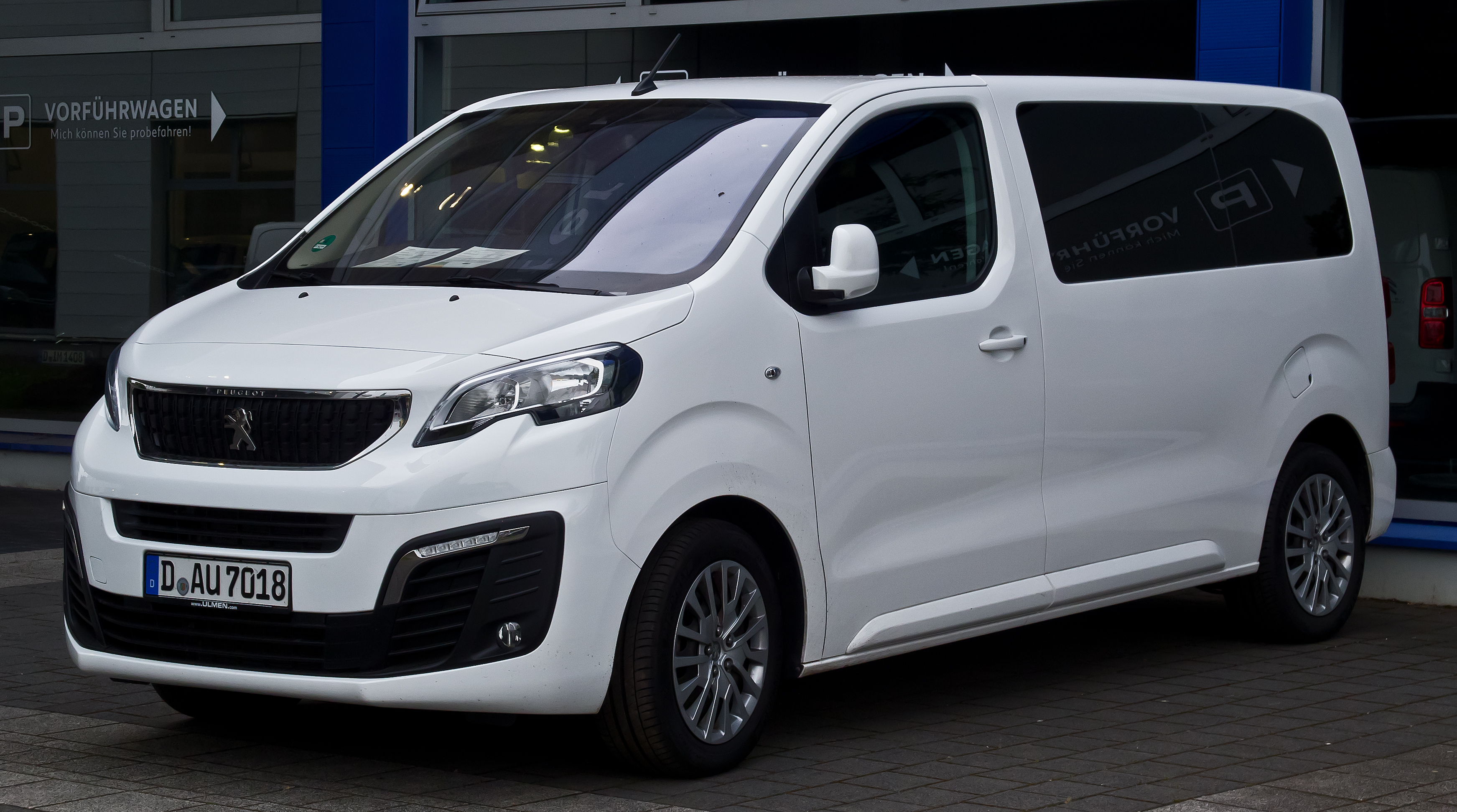
Peugeot Traveller
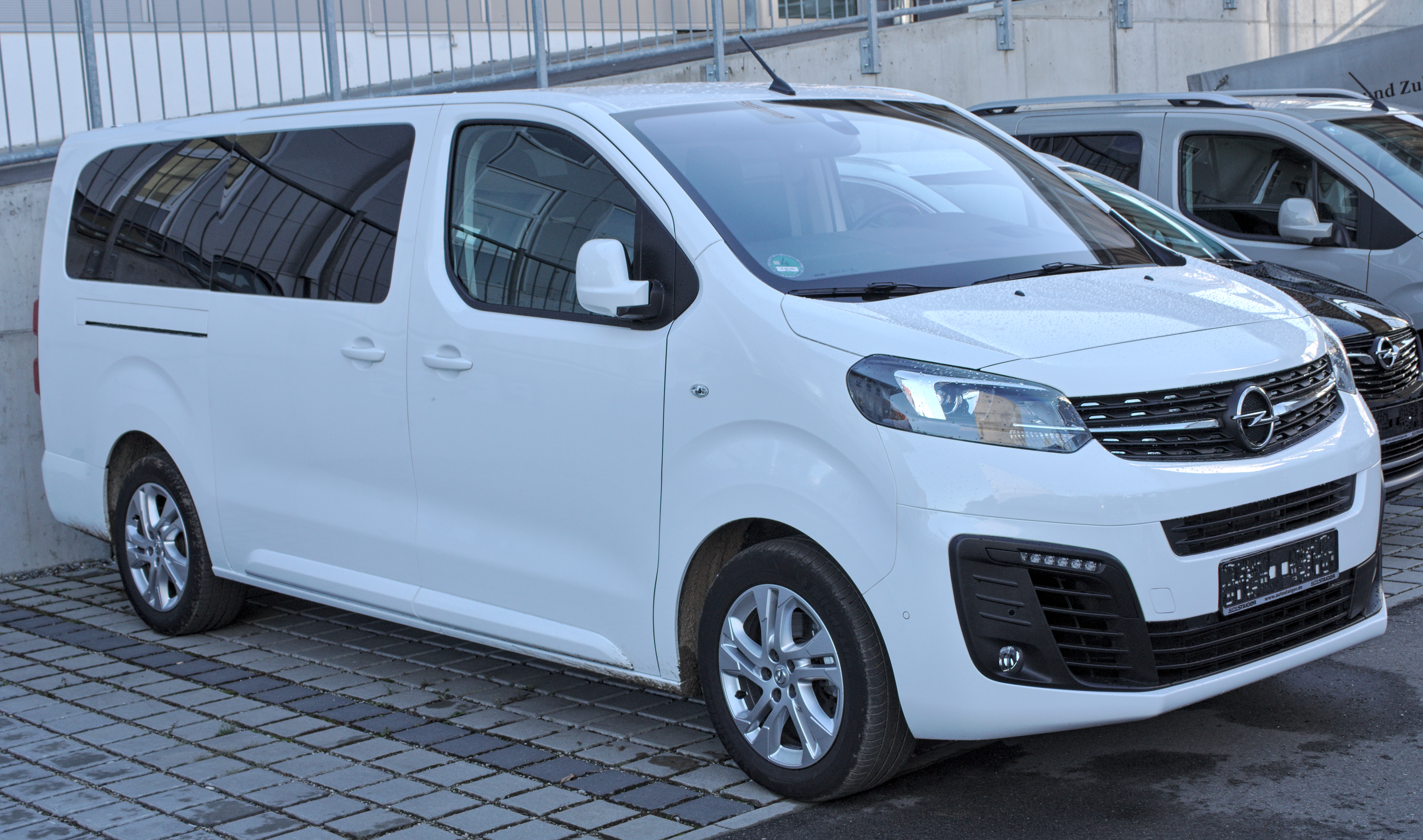
Opel Zafira Life
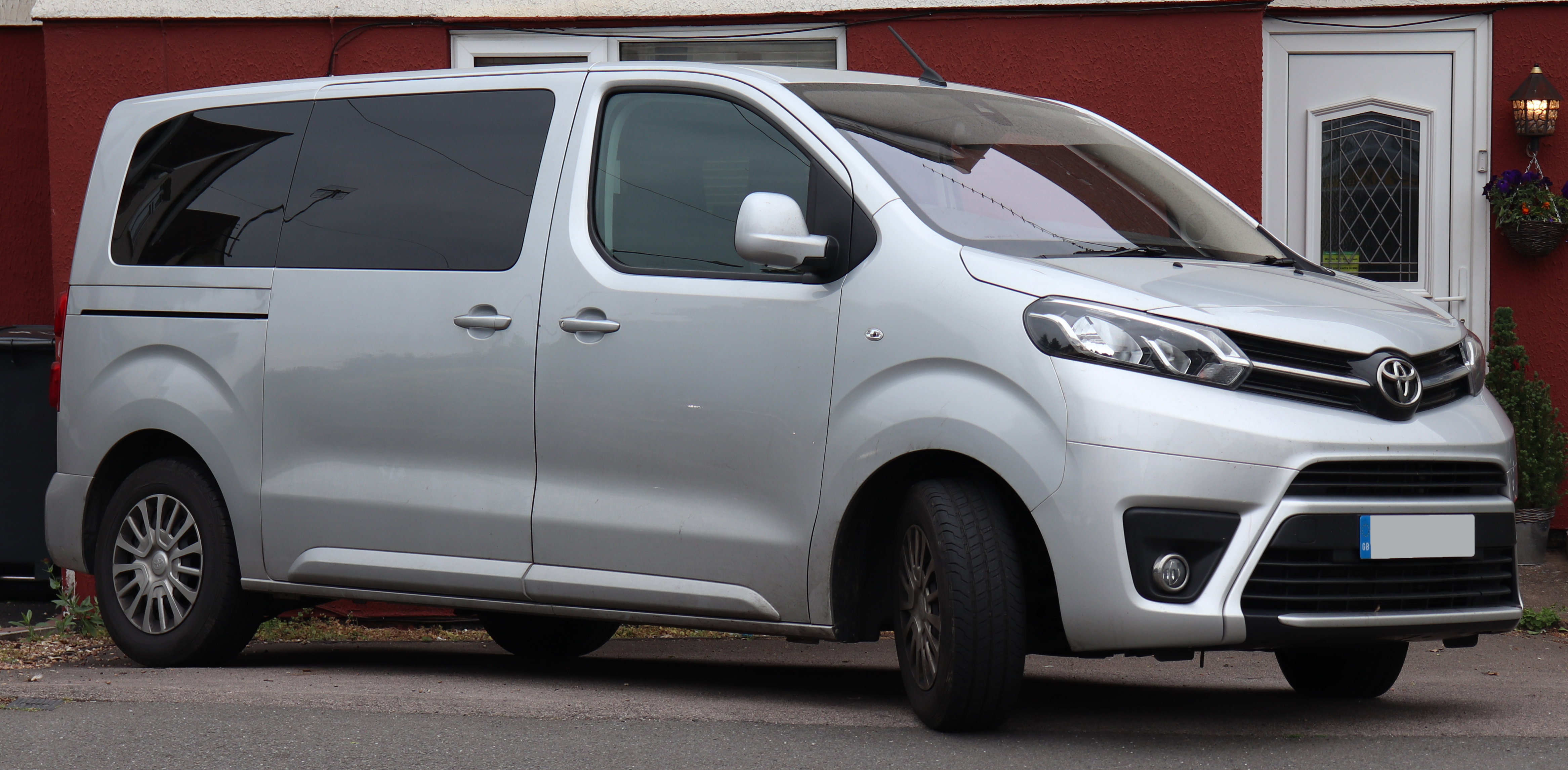
Toyota ProAce Verso
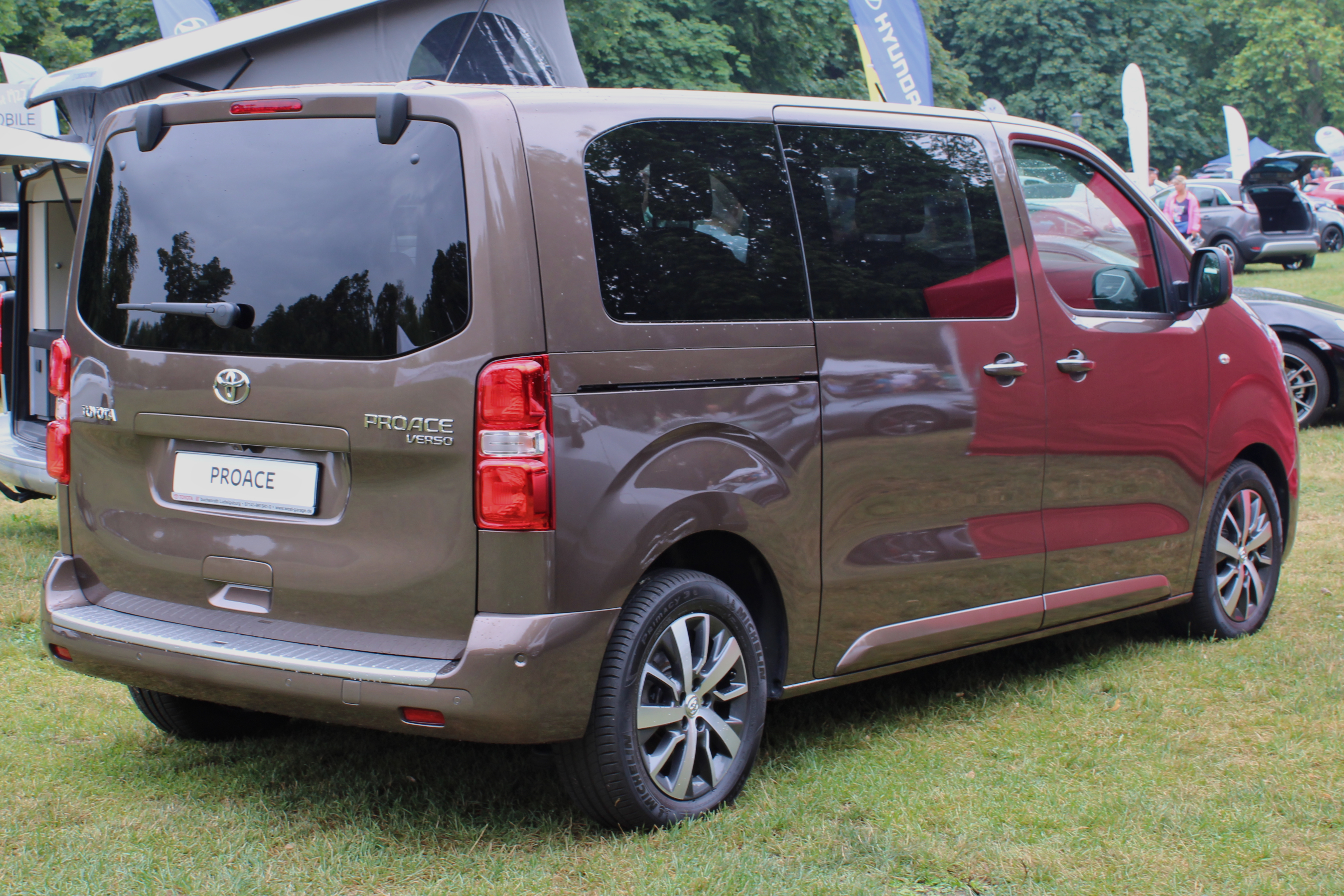
Toyota ProAce Verso